# Список універсалів, наданих козацько-старшинському роду Пилипенків
Родовий архів Пилипенків був з часом розпорошений, тому достовірна кількість універсалів наданих роду невідома. На сьогодні було досліджено та опубліковано п'ять універсалів отриманих козацько-старшинським родом Пилипенків в період з 1677 по 1719 рр., які нині в копіях та оригіналах зберігаються в ЦДІАК та російських архівах відповідно. Ще два універсали Івана Скоропадського про надання прав на володіння селом Круполля, та універсал Данила Апостола на маєтності Якову Пилипенку на сьогодні опубліковані не були.